# Mezinárodní letiště Taškent
Mezinárodní letiště Islama Karimova Taškent (uzbecky Islom Karimov Toshkent Xalqaro Aeroporti) je hlavní mezinárodní letiště Uzbekistánu a největší letiště střední Asie. Nachází se 12 km od centra uzbecké metropole Taškentu. Je pojmenováno po Islamu Karimovovi, prvním prezidentovi nezávislého Uzbekistánu, který byl v úřadu od roku 1991 až do své smrti v roce 2016.
Letiště je uzlem uzbeckých aerolinií Uzbekistan Airways. Po rekonstrukci hlavního terminálu v roce 2001 prošlo za hodinu letištěm 1000 pasažérů, za rok jsou to potom více než 2 miliony cestujících.

## Vybavení a vzhled
Letiště se skládá ze samostatných terminálů pro mezinárodní i domácí lety. Letiště je moderně vybaveno, má čekací salonky, restaurace, směnárny, bary, buňky jednotlivých společností atd.
Všechny lety jsou soustřeďovány na dvě přistávací a vzletové dráhy – jednu betonovou o délce 3 905 metrů a druhou asfaltovou se 4 000 metry.